# BloodRayne
Bloodrayne é uma franquia composta por vídeo-games de tiro em terceira pessoa lançada pela Majesco Entertainment e desenvolvida pela Terminal Reality (série principal) e WayForward Technologies (séries derivadas).
A série principal dos videos-games conta com Bloodrayne (2002) e Bloodrayne 2 (2004). Há também uma trilogia cinematográfica: Bloodrayne, dirigido por Uwe Boll e estrelado por Kristanna Loken, mas não é considerado canônico. Uma continuação, BloodRayne 2: Deliverance, que foi lançada em 2008, e ainda o terceiro filme chamado BloodRayne: The Third Reich.

## Rayne

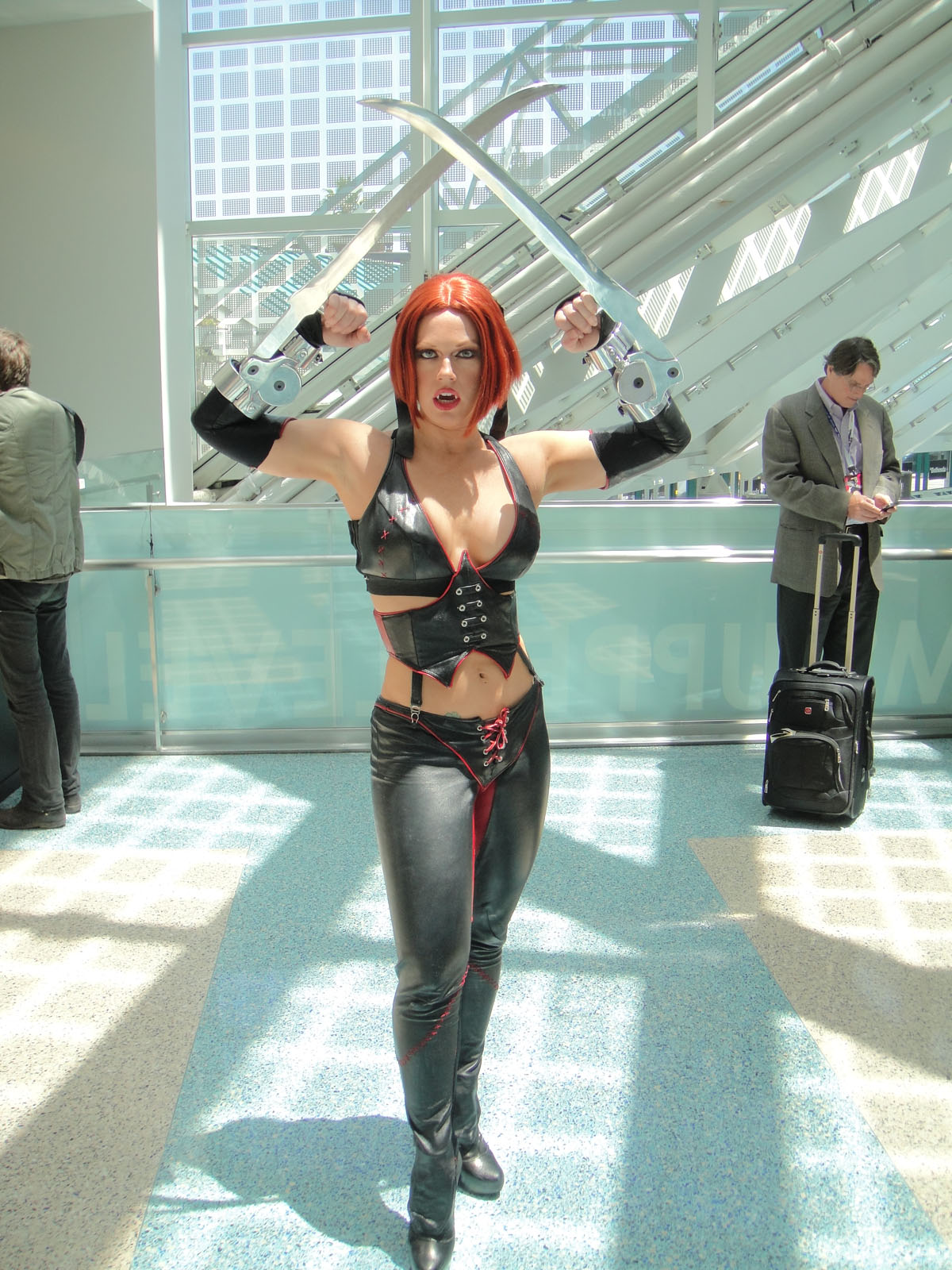
Cosplay da personagem Rayne.

A protagonista Rayne, é uma dhampir, ruiva, ágil e muito sensual. Sua principal arma são as "Blades", laminas que ela usa para cortar os inimigos. No game Bloodrayne 2, ela ganha uma nova arma, a Carpathian Dragon, uma arma que utiliza sangue como munição. Além disso, Rayne possui a "Visão Aurea", na qual ela vê tudo por uma AURA roxa, na qual ela pode encontrar alvos e passagens secretas. Ela possui também a "Dilated Vision", na qual, graças a rapidez de seu pensamento, o tempo desacelera, e Rayne assim pode escapar de balas. Rayne foi dublada por Laura Bailey, uma atriz-dubladora texana.
Mais ou menos em 1916, uma mulher foi seduzida por um vampiro, e dessa união nasceu uma dhampir, meio humana e meio vampira, chamada Rayne. Mais tarde, o vampiro (cujo nome não é revelado no primeiro game) mata a família de Rayne, quando ela ainda era muito pequena. 
Depois ela foi criada pelo Professor Truman, que lhe ensinou sobre os vampiros e a escuridão, até que ela foi recrutada pela Sociedade Brimstone.

## Games

### BloodRayne (2002)
Lançado em 2002, o jogo se passa na época pouco antes da Segunda Guerra Mundial, entre 1933-1939. Rayne, uma dhampir, meio humana e meio vampira, é recrutada pela misteriosa Sociedade Brimstone, para lutar contra criaturas sobrenaturais e vampiros. Como agente da Sociedade Brimstone, Rayne é enviada para uma variedade de locais (uma pequena cidade pantanosa na Louisiana, uma fortaleza nazista na Argentina e um antigo castelo na Alemanha) para combater criaturas sobrenaturais, bem como o exército nazista.

### Bloodrayne 2
Lançado em 2004, o game se inicia com um vídeo, mostrando que o pai de Rayne, o Mestre dos Vampiros, Kagan, havia morrido em 1938, durante uma explosão no QG da Sociedade Brimstone. Desiludida por não ter vingado-se de seu pai, Rayne passou os 60 anos seguinte atrás dos servos e aliados de seu pai. 

### BloodRayne: Betrayal (2011)
BloodRayne: Betrayal é um videojogo que rompe com a jogabilidade dos episódios anteriores à medida que é jogado em vista lateral. Está disponível para download no PlayStation Network e Xbox Live e foi lançado em 2011.
Um remaster foi lançado em 9 de setembro de 2021 para Pc, PlayStation 4, PlayStation 5, Xbox e Switch.

## Cancelados

### Bloodrayne PSP
A Majesco, produtora dos games Bloodrayne, havia anunciado o lançamento do terceiro game da série Bloodrayne para PSP, mas foi cancelado devido à crise econômica da mesma. O game traria novidades à série, como por exemplo a possibilidade de dois jogadores, o que não aparecia nos games anteriores.

### BloodRayne: The Shroud
BloodRayne: The Shroud estava em desenvolvimento para o Nintendo 3DS, mas foi cancelado devido a baixas vendas da BloodRayne: Betrayal. 

## Comic Books
Uma série independente de quadrinhos foi publicada pela Digital Webbing entre 2005 e 2009. Ao contrário da trilogia cinematográfica adaptada da série, os quadrinhos são uma adaptação fiel e seguem o mundo dos jogos.

### One-shots
- BloodRayne: Seeds of Sin (2005)
- BloodRayne: Lycan Rex (2005)
- BloodRayne: Dark Soul (2005)
- BloodRayne: Twin Blades (2006)
- BloodRayne: Tibetan Heights (2007)
- BloodRayne: Skies Afire (2008)
- BloodRayne: Automaton (2008)
- BloodRayne: Revenge of the Butcheress (2008)

### Mini-series
- BloodRayne: Plague of Dreams (3 edições, 2006 - 2007)
- BloodRayne: Red Blood Run (3 edições, 2007)
- BloodRayne: Tokyo Rogue (3 edições, 2008)
- BloodRayne: Prime Cuts (4 edições, 2008 - 2009)

### Art books
- BloodRayne: RAW (2005)
- BloodRayne: RAW II (2007)
- BloodRayne: RAW III (2008)

## Filmes

### BloodRayne: O Filme (2006)
Lançado em 2005, o filme foi dirigido por Uwe Boll e estrelado por Kristanna Loken como Rayne, Michael Madsen e Ben Kingsley como Kagan. O filme foi um fracasso de bilheteria nos cinemas americanos, sendo lançado no Brasil direto para vídeo. ´Foi considerado como não canônico, desde que os eventos mostrados nele se passam duzentos anos antes do game e vários outros elementos que contrariam a história do game.

### BloodRayne 2: Deliverance (2007)
Ignorando a fraca bilheteria do primeiro filme, Uwe Boll lançou Bloodrayne II: Deliverance em 2007, desta vez com Natassia Malthe no papel de Rayne. Nos Estados Unidos, foi lançado direto para vídeo. A história envolve Rayne no Velho Oeste, lutando contra o cruel vampiro Billy The Kid.

### BloodRayne: The Third Reich (2010)
BloodRayne: The Third Reich foi lançado em 2010 como um filme direto para DVD. Estrelado por Natassia Malthe como Rayne e dirigido por Uwe Boll. Embora o filme mostre Rayne lutando contra os nazistas na Segunda Guerra Mundial como no BloodRayne original, não foi uma adaptação direta. 